# Dzaoudzi
Dzaoudzi est une commune française du département et région d'outre-mer de Mayotte dont elle était le chef-lieu de jure jusqu'au 27 août 2023. La commune est constituée des deux villages de Dzaoudzi, situé sur la presqu'île du même nom, et Labattoir.
En 2017, la commune comptait 17 831 habitants, ce qui en fait la troisième ville de Mayotte.

## Géographie
La commune de Dzaoudzi se compose de la moitié nord de l'île de Petite-Terre, la moitié sud formant la commune de Pamandzi. Les zones urbanisées se composent principalement du village de Labattoir et de celui de Dzaoudzi situé sur une presqu'île rocheuse située à proximité de la Petite-Terre à laquelle elle est reliée par la chaussée appelée boulevard des Crabes. Le relief de la commune est marqué par la présence de nombreux cratères volcaniques, notamment sur les côtes nord et est. Le climat y est de type tropical.
L'aéroport international de Mayotte se trouve à Pamandzi. Pour se rendre en Grande-Terre, un système de barges géré par la STM (Société des Transports Maritimes) relie Dzaoudzi à Mamoudzou.

### Labattoir
« Labattoir » redirige ici. Pour l’article homophone, voir L'Abattoir.
Labattoir est un quartier de la commune de Dzaoudzi. Labattoir est un toponyme français et rappelle l'existence, dans ce village, d'un abattoir qui jouxtait le four à chaux présent près de l'entrée du village.
En 1985, la première salle de cinéma grand écran y est apparue utilisant la projection cinématographique (35 mm, 75 mm).

## Urbanisme

### Typologie
Dzaoudzi est une commune urbaine, car elle fait partie des communes denses ou de densité intermédiaire, au sens de la grille communale de densité de l'Insee,,,. Elle appartient à l'unité urbaine de Dzaoudzi, une agglomération intra-départementale regroupant 2 communes et 29 273 habitants en 2017, dont elle est la ville-centre,.
Par ailleurs la commune fait partie de l'aire d'attraction de Mamoudzou, la principale agglomération de Mayotte. Elle est une commune de la couronne. Cette aire, qui regroupe 17 communes, est catégorisée dans les aires de 200 000 à moins de 700 000 habitants,.
La commune, bordée par l'océan Indien à l'est et à l'ouest, est également une commune littorale au sens de la loi du 3 janvier 1986, dite loi littoral. Des dispositions spécifiques d’urbanisme s’y appliquent dès lors afin de préserver les espaces naturels, les sites, les paysages et l’équilibre écologique du littoral, par exemple le principe d'inconstructibilité, en dehors des espaces urbanisés, sur la bande littorale des 100 mètres, ou plus si le plan local d’urbanisme le prévoit,.

## Histoire
L'îlot fut habité avant le XIXe siècle. C'est davantage sur le morne de Mirandole ou « Pamandzi Keli », où se fixèrent à partir du IXe siècle les premiers habitants de Petite Terre (Africains, Indonésiens, Malgaches…). Au XVIIIe siècle, des Perses y implantent l'islam. 
Il faut attendre le règne de Salim (Saleh ibn Mohamed ibn Bechir el Monzari, régnant vers 1790-1807) pour que le rocher de Dzaoudzi abrite la capitale du sultanat après l'abandon de Tsingoni.
Comme en témoignent les archives du début de la période coloniale, Dzaoudzi était protégée par des remparts de protection, qui furent renforcés par les Français lors de la fortification de l'île dans les années 1840. 
J.S Leigh, en donne une description précise en 1838 :

« Nous nous sommes approchés du village où réside Dansoul (Andriantsoly), roi  de Mayotte ; ce village est construit sur une petite île allongée qui n’a pas plus d’un mille de circonférence. Chaque côté tombe à l’abrupt dans la mer excepté l’un d’entre eux défendu par une haute muraille et de petites tours carrées qui se prolongent et entourent l’île. Sa hauteur varie selon la difficulté ou la facilité d’accès. Trois portes sont verrouillées chaque nuit au crépuscule et les clefs sont remises au gouverneur sans la permission duquel personne ne peut sortir ou rentrer. Nous avons été accueillis, à l’extérieur de la fortification, par un certain nombre d’habitants, un mélange de Sakalava, d’Antalaouts (Malgaches musulmans), des Anjouanais, etc.

[…] Un énorme canon est placé sur le point culminant de l’île mais ne repose pas sur un affût. Il ne peut être déplacé. […] La mosquée était la seule construction en pierre de la ville à côté des dix résidences du roi que j’ai vues. Elle était plutôt grande car elle faisait 40 pieds carrés. Les piliers étaient en bois et le toit fait de feuilles de cocotiers […]. »

Peu après 1843 (prise de possession de Mayotte par la France), l'administration française s'installe sur Petite-Terre, sur le rocher de Dzaoudi. Elle construit une caserne et un pavillon des officiers, une chapelle, une prison et un hôpital.
L'hôpital de Dzaoudzi est construit par le génie de 1848 à 1851. C'est un hôpital de la Marine, dirigé par un médecin militaire de première classe, et aidé par un ordre missionnaire : les sœurs de Saint-Joseph de Cluny. Il sera le seul hôpital de Mayotte jusqu'au début du XXe siècle.
Dzaoudzi est capitale du territoire des Comores (alors territoire français d'outre-mer) jusqu'à son transfert à Moroni en 1962, puis à l'indépendance en 1975, capitale de l'État comorien.

## Politique et administration
Le décret no 77-129 du 11 février 1977 fixe le chef-lieu de Mayotte à Mamoudzou, mais Dzaoudzi a gardé provisoirement cette fonction en attendant que le transfert soit officialisé par arrêté ministériel.  Cet arrêté ministériel n'a jamais été publié, mais un décret du 24 août 2023 officialise le changement de chef-lieu à compter du 27 août 2023, à la suite d'un vote du Conseil départemental.
Néanmoins, l'hôtel de préfecture (qui était situé dans l'ancienne maison du gouverneur) et le conseil général ont déjà été transférés à Mamoudzou en 1987.
Une base de la Légion étrangère, le détachement de Légion étrangère de Mayotte (DLEM), ainsi qu'une sentinelle de la Marine nationale française s'y trouve. On la nomme le rocher, car elle se situe en haut d'un piton rocheux.

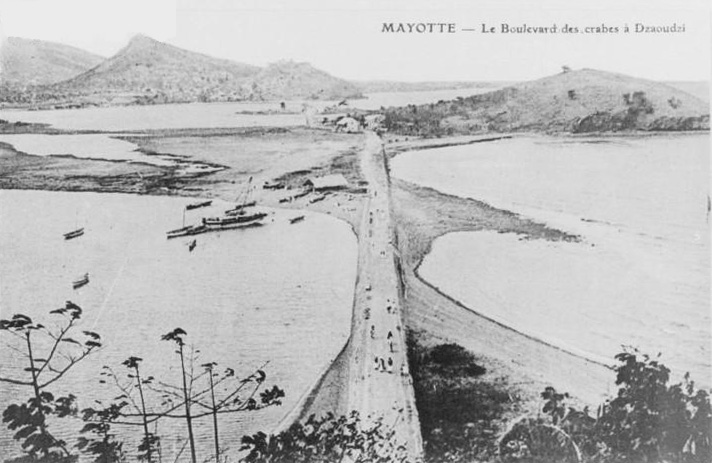
Le boulevard des Crabes (début du XXe siècle).
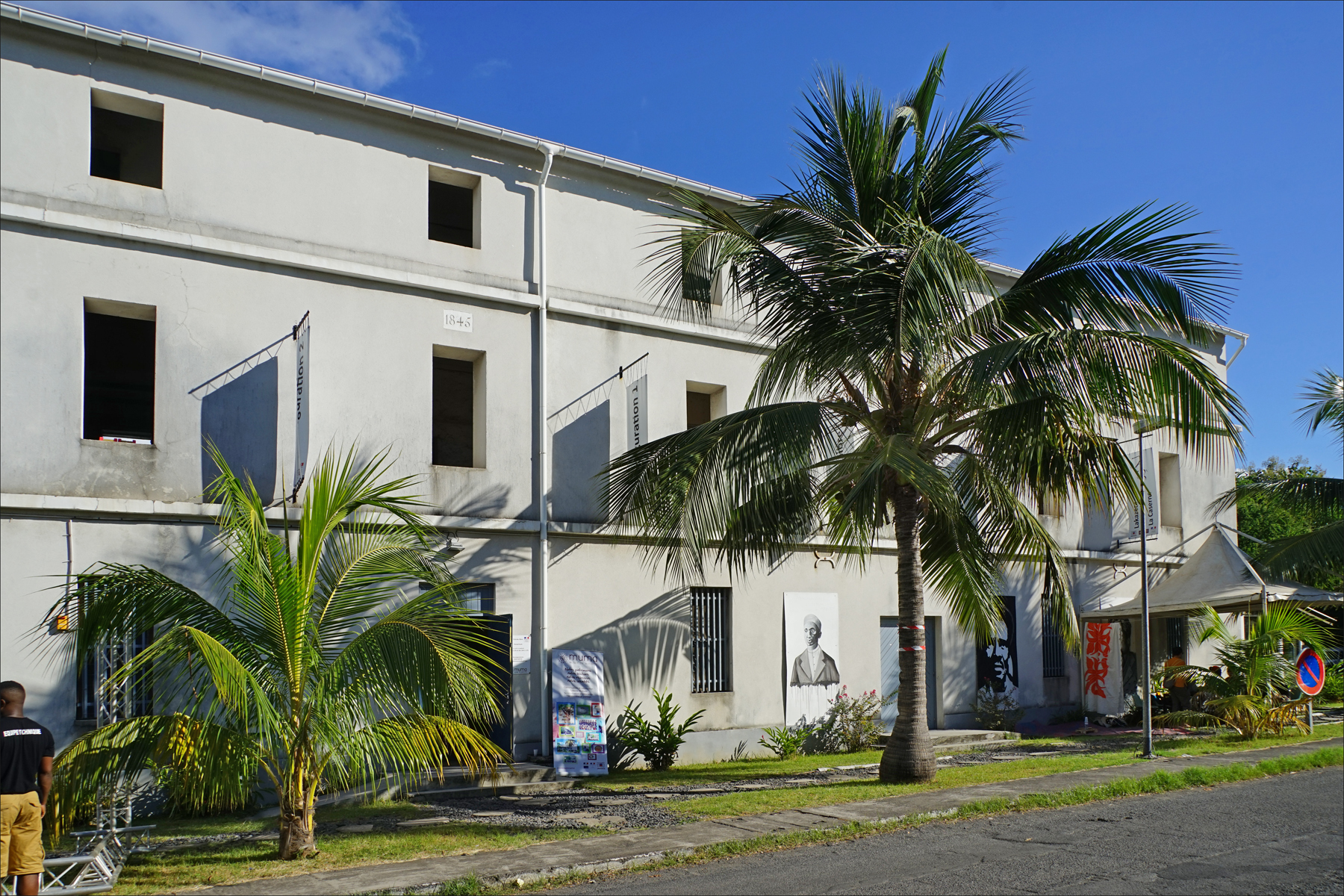
Le musée de Mayotte, ancienne caserne fondée en 1845.
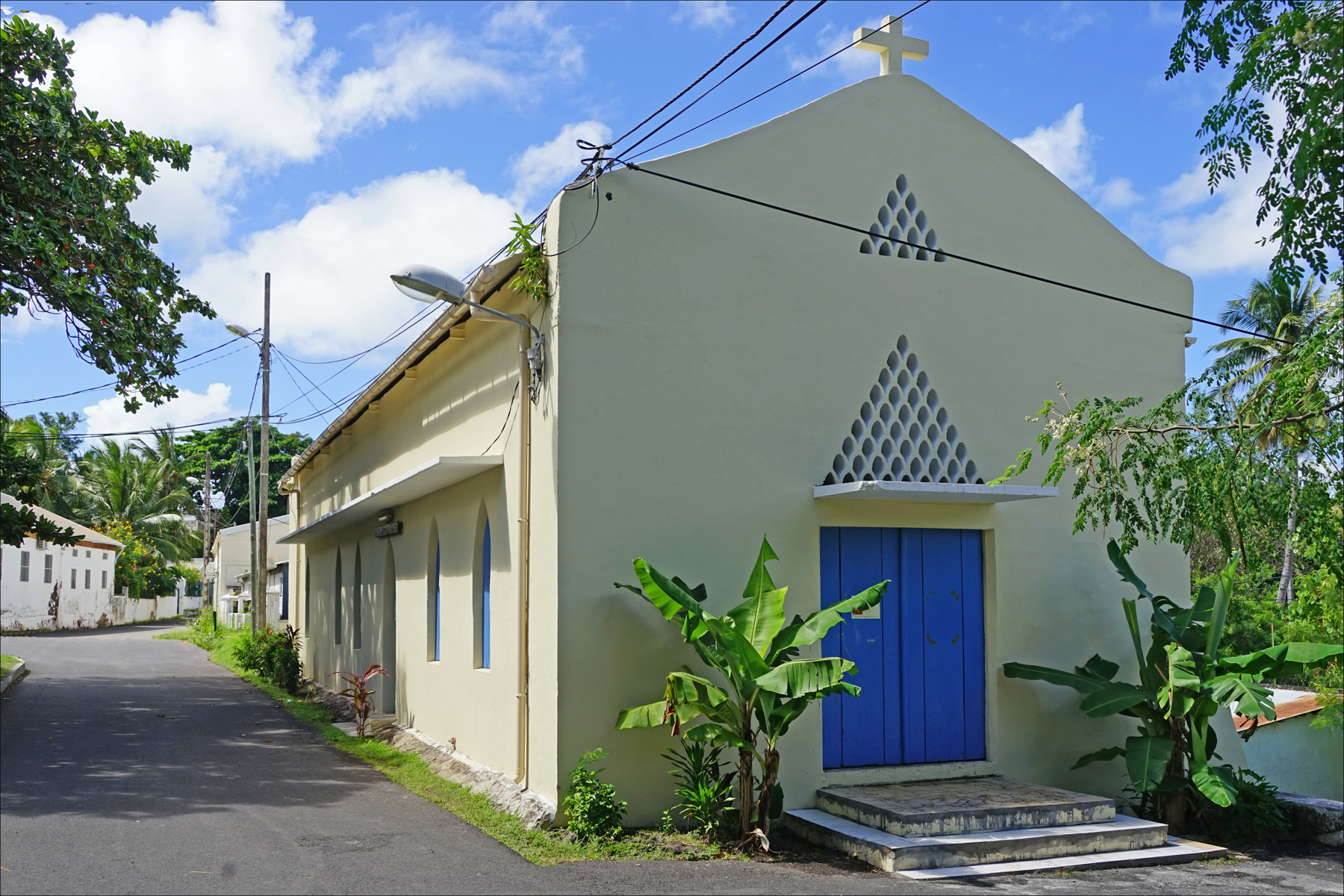
L'église Saint-Michel (en).
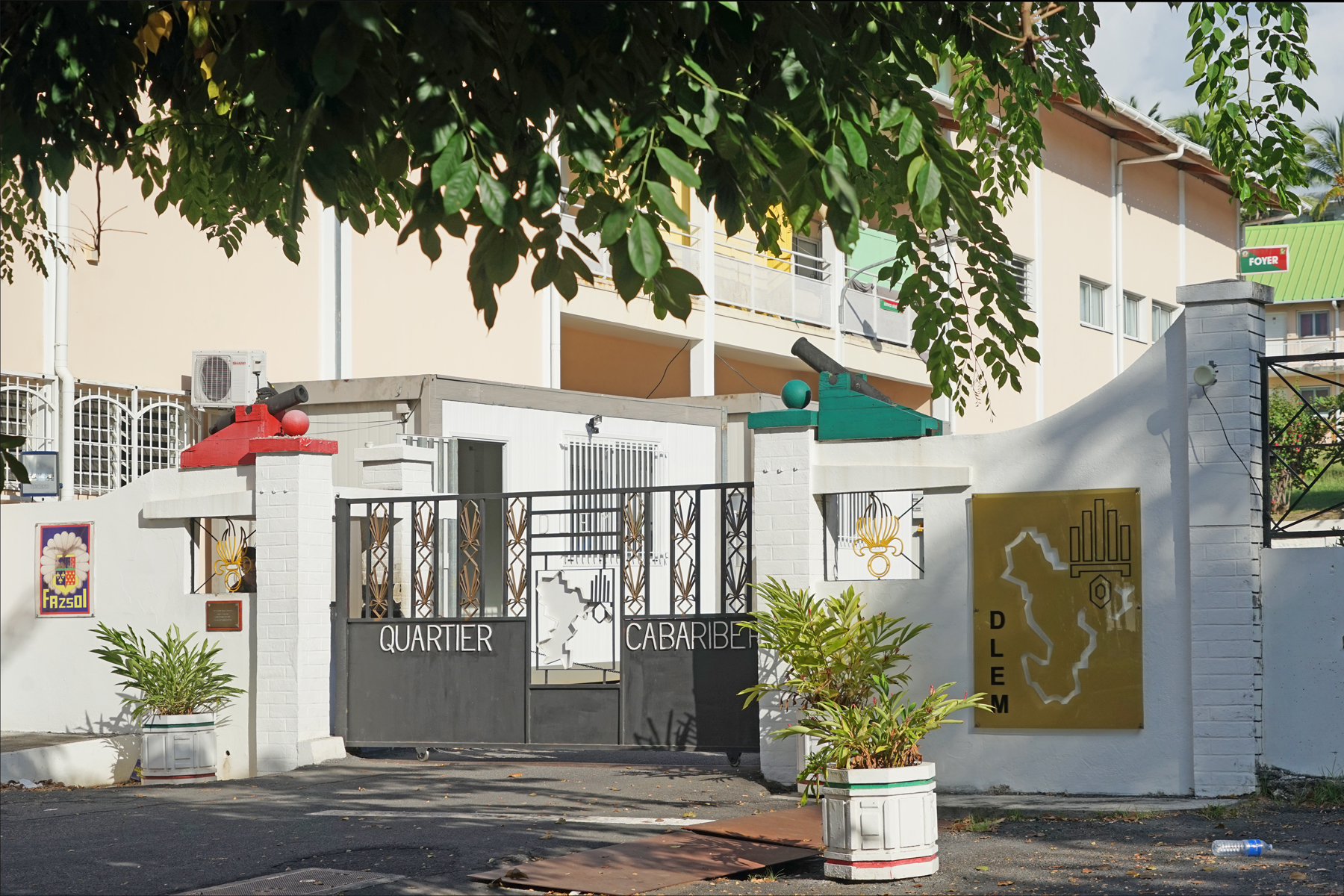
Entrée de la base du détachement de Légion étrangère de Mayotte.
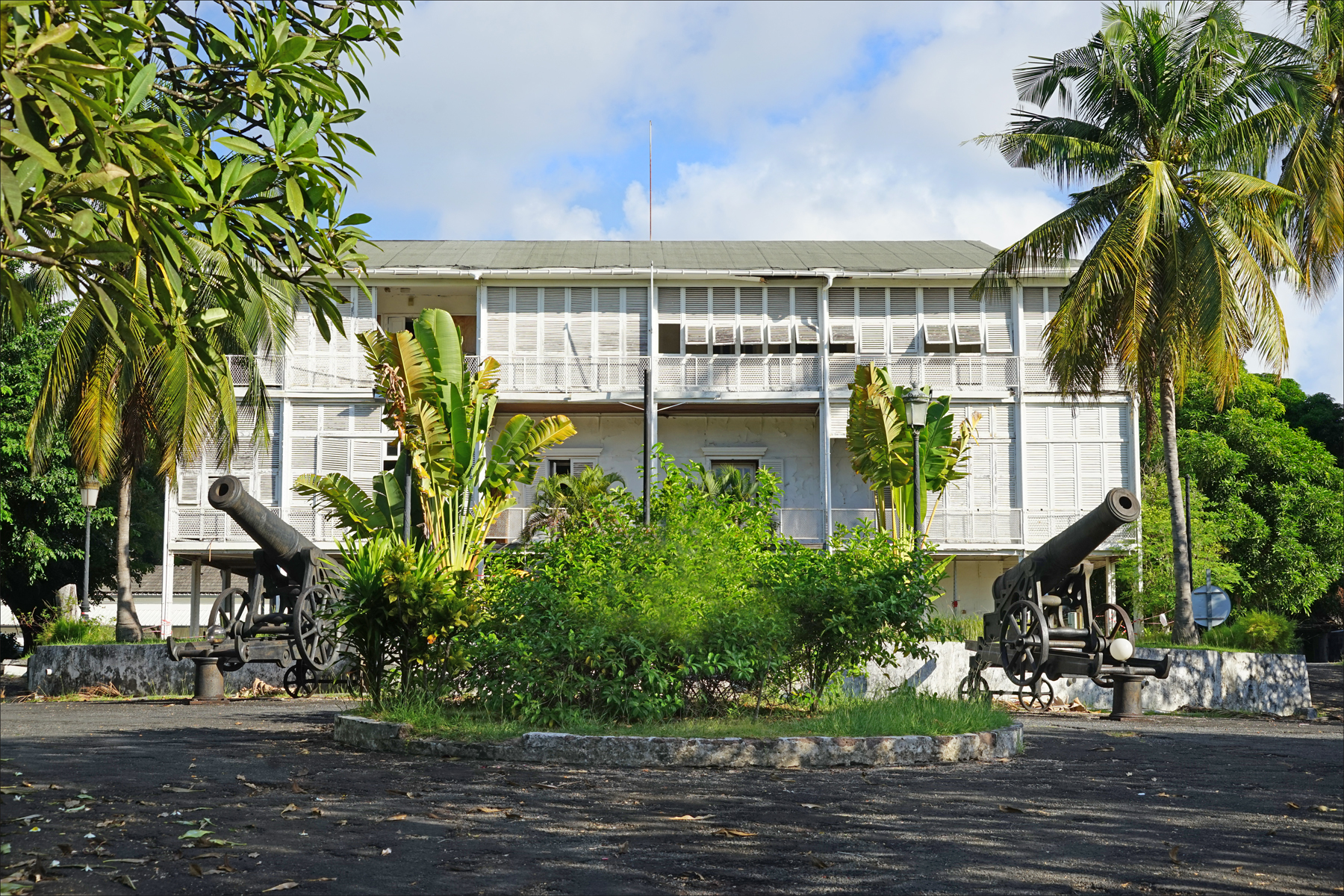
L'ancienne résidence des Gouverneurs.

| Période                                  | Période      | Identité              | Étiquette  | Qualité |
| ---------------------------------------- | ------------ | --------------------- | ---------- | --- |
| Les données manquantes sont à compléter. |              |                       |            | |
| avant 1988                               | ?            | Ali-Abdallah Djana    |            | |
| 1989                                     | mars 2001    | Ali Said Tava         |            | |
| mars 2001                                | mars 2008    | Issa Soulaïmana Mhidi | MPM        | Instituteur |
| mars 2008                                | mars 2014    | Mohamadi Bacar M'Colo | MDM        | Professeur d'histoire-géographie |
| mars 2014                                | octobre 2023 | Saïd Omar Oili        | NéMa (DVG) | Professeur de lycée Conseiller général de Dzaoudzi (2001 → 2015) Président du conseil général (2004 → 2008) Président de la CC de Petite-Terre (2017 → 2023) Démissionnaire après son élection comme sénateur |
| novembre 2023                            | En cours     | Mikidache Houmadi     | NéMa       | Cadre de la fonction publique Premier adjoint au maire (2020 → 2023) |

## Démographie

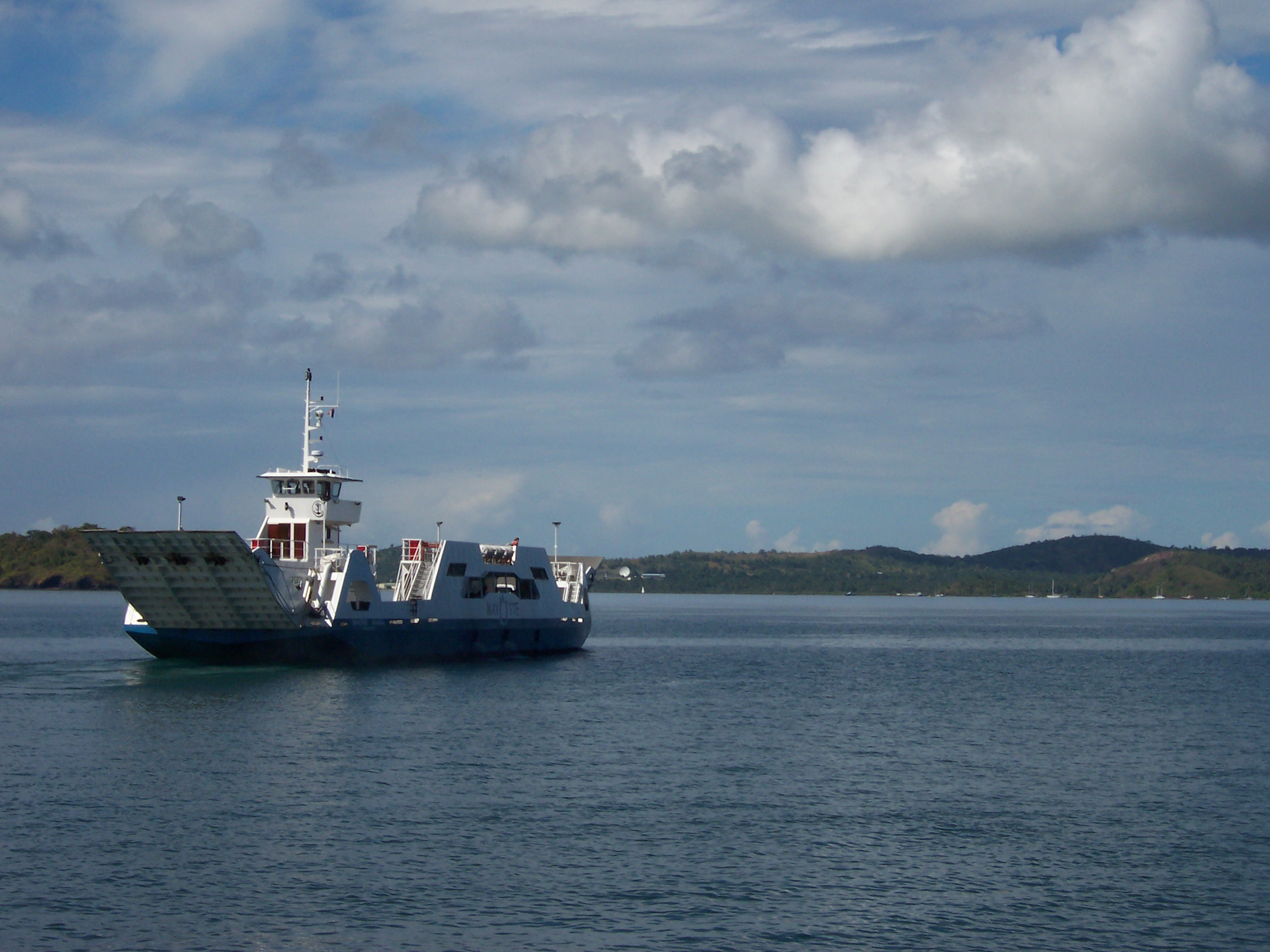
Barge reliant Dzaoudzi à Mamoudzou (2003).

L'évolution du nombre d'habitants est connue à travers les recensements de la population effectués dans la commune depuis 1978. À partir de 2006, les populations légales des communes sont publiées annuellement par l'Insee, mais la loi relative à la démocratie de proximité du 27 février 2002 a, dans ses articles consacrés au recensement de la population, instauré des recensements de la population tous les cinq ans en Nouvelle-Calédonie, en Polynésie française, à Mayotte et dans les îles Wallis-et-Futuna, ce qui n’était pas le cas auparavant. Pour la commune, le premier recensement exhaustif entrant dans le cadre du nouveau dispositif a été réalisé en 2002, les précédents recensements ont eu lieu en 1978, 1985, 1991 et 1997.
En 2017, la commune comptait 17 831 habitants, en augmentation de 24,6 % par rapport à 2012.
| 1978  | 1985  | 1991  | 1997   | 2002   | 2007   | 2012   | 2017   |
| ----- | ----- | ----- | ------ | ------ | ------ | ------ | ------ |
| 4 147 | 5 865 | 8 257 | 10 792 | 12 308 | 15 339 | 14 311 | 17 831 |

## Culture locale et patrimoine

### Lieux et monuments

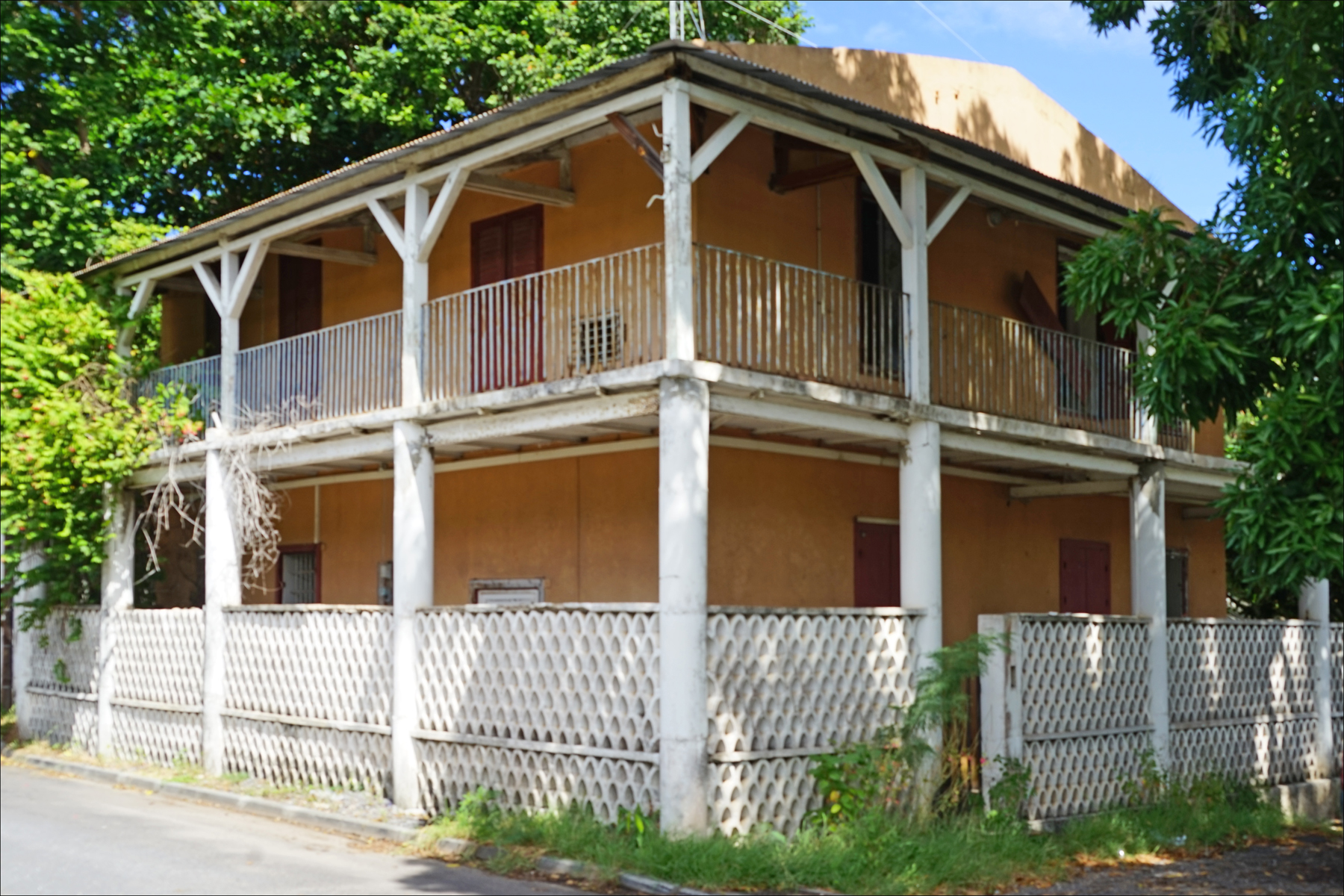
Une maison coloniale.

- Église Saint-Michel de Dzaoudzi. L'église est dédiée à l'archange saint Michel.
- Le lac Dziani.
- L'ancienne résidence des Gouverneurs, située au rocher de Dzaoudzi, est classée aux monuments historiques en totalité par arrêté du 25 mars 2015[26],[27].
- Les vestiges de la mosquée-Ziara de Polé, y compris son puits, ont fait l'objet d'une inscription aux monuments historiques par arrêté du 7 avril 2017[28].

### Personnalités liées à la commune
- Bakari Koussou, leader de la révolte des engagés, exécuté sur la place publique de Dzaoudi le 22 juin 1856.
- Saïd Omar Oili (né en 1956), maire de 2014 à 2023, sénateur de Mayotte depuis 2023 et ancien président du conseil général.
- Boinali Saïd (né en 1960), syndicaliste et ancien homme politique.